# Bella Starace Sainati
Bella Starace Sainati (2 de junio de 1878 – 4 de agosto de 1958) fue una actriz teatral, cinematográfica y televisiva de nacionalidad italiana.

## Biografía
Nacida en Nápoles, Italia, su verdadero nombre era Bella Starace. Hija de un jurista, conseguido el diploma de enseñanza no prosiguió sus estudios, dedicándose a los 17 años a la actuación y entrando en la compañía teatral de Antonio Zorri. Más adelante trabajando con la compañía de Tina Di Lorenzo y Flavio Andò, fue escogida para ser actriz amorosa.
Conoció en el teatro a Alfredo Sainati, con el que se casó y con el cual entró en otras prestigiosas formaciones como las de Italia Vitaliani y Bianca Iggius. Obtuvo buenas críticas con la obra Diritto di vivere, de Roberto Bracco, y desde 1900 hasta 1905 actuó en la compañía de Ermete Zacconi. Tras una larga gira por América del Sur, entró en la Compagnia del Grand-Guignol fundada por su marido en 1908, y en la cual fue primera actriz. 
Más adelante actuó bajo la dirección de Guido Salvini, trabajando junto a Tatiana Pavlova y Lia Orlandini, retirándose temporalmente del teatro en la década de 1930. Finalizada la Segunda Guerra Mundial volvió a escena interpretando importantes papeles en dramas como Il voto, Therèse Raquin de Émile Zola con la compañía de Evi Maltagliati y dirección de Giorgio Strehler, y La casa de Bernarda Alba, de Federico García Lorca, pieza en la que hizo el papel de Poncia, acompañada de Wanda Capodaglio, en 1947. Siguieron otras convincentes actuaciones en obras como La fiaccola sotto il moggio (1952) y Il ferro (1953).
En cuanto a actriz cinematográfica, se distinguió en la época del cine mudo por su trabajo en tres películas dirigidas por Amleto Palermi, Il dramma dell amore y Il peccato en 1920 y La casa degli scapoli en 1923. Desde la década de 1930 hasta mediados de la de 1950 fue muy activa en el cine sonoro, siendo sus papeles como actriz de carácter, una presencia constante en el cine de la época.
Bella Stanace Sainati falleció en la Residencia para artistas Lyda Borelli, en Bolonia, Italia, en 1958.

## Filmografía
| - Giuseppe Verdi, de Carmine Gallone (1938) - Le due madri, de Amleto Palermi (1938) - Fascino, de Giacinto Solito (1939) - Napoli che non muore, de Amleto Palermi (1939) - Cavalleria rusticana, de Amleto Palermi (1939) - Follie del secolo, de Amleto Palermi (1939) - Il ponte dei sospiri, de Mario Bonnard (1940) - La gerla di papà Martin, de Mario Bonnard (1940) - La peccatrice, de Amleto Palermi (1940) - Addio giovinezza!, de Ferdinando Maria Poggioli (1940) - San Giovanni decollato, de Amleto Palermi y Giorgio Bianchi (1940) - l'ispettore Vargas, de Gianni Franciolini (1940) - Ridi pagliaccio!, de Camillo Mastrocinque (1941) - Nozze di sangue, de Goffredo Alessandrini (1941) - L'amante segreta, de Carmine Gallone (1941) - Primo amore, de Carmine Gallone (1941) - Signorinette, de Luigi Zampa (1942) - Gelosia, de Ferdinando Maria Poggioli (1942) - Redenzione, de Marcello Albani (1942) - Odessa in fiamme, de Carmine Gallone (1942) - Carmela, de Flavio Calzavara (1942) - Quarta pagina, de Nicola Manzari (1942) | - Nessuno torna indietro, de Alessandro Blasetti (1943) - Finalmente si, de Ladislao Kish (1944) - 07... tassì, de Armando Traversa (1944) - Lettere al sottotenente, de Goffredo Alessandrini (1944) - I dieci comandamenti, de Giorgio Walter Chili (1945) - Addio mia bella Napoli, de Mario Bonnard (1946) - Furia, de Goffredo Alessandrini (1947) - Il Passatore, de Duilio Coletti (1947) - La monaca di Monza, de Renato Pacini (1947) - Fabiola, de Alessandro Blasetti (1948) - Vertigine d'amore, de Luigi Capuano (1949) - Il voto, de Mario Bonnard (1950) - È più facile che un cammello..., de Luigi Zampa (1950) - Cameriera bella presenza offresi..., de Giorgio Pastina (1951) - Gli innocenti pagano, de Luigi Capuano (1952) - Processo alla città, de Luigi Zampa (1952) - Noi peccatori, de Guido Brignone (1953) - Condannatelo!, de Luigi Capuano (1953) - Nerone e Messalina, de Primo Zeglio (1953) - Vortice, de Raffaello Matarazzo (1953) - Passione, de Max Calandri (1954) |

## Teatro
- Therèse Raquin, de Émile Zola, dirección de Giorgio Strehler, con Evi Maltagliati y Mercedes Brignone. Teatro Odeon de Milán, 4 de junio de 1946.